# Everything Is Healing Nicely
Albums de Frank Zappa
Frank Zappa Plays the Music of Frank Zappa: A Memorial Tribute
(1996) FZ:OZ
(2002)
Everything Is Healing Nicely est un album enregistré par l'Ensemble Modern paru en 1999. Il comporte des enregistrements réalisés durant la préparation de The Yellow Shark, en 1993. Tous les morceaux ont été composés par Frank Zappa. C'est le troisième disque enregistré avec l'Ensemble Modern, après The Yellow Shark et Civilization, Phaze III.

## Titres
1. Librairy Card — 7 min 42 s
2. This Is A Test — 1 min 35 s
3. Jolly Good Fellow — 4 min 34 s
4. Roland's Big Event/Strat Vindaloo — 5 min 56 s
5. Master Ringo — 3 min 35 s
6. T'Mershi Deween — 2 min 30 s
7. Nap Time — 8 min 02 s
8. 9/8 Objects — 3 min 06 s
9. Naked City — 8 min 42 s
10. Whitey (Prototype) — 1 min 12 s
11. Amnerika Goes Home — 3 min 00 s
12. None Of The Above (Revised & Previsited) — 8 min 38 s
13. Wonderful Tattoo! — 10 min 01 s